# شعب البيمبي

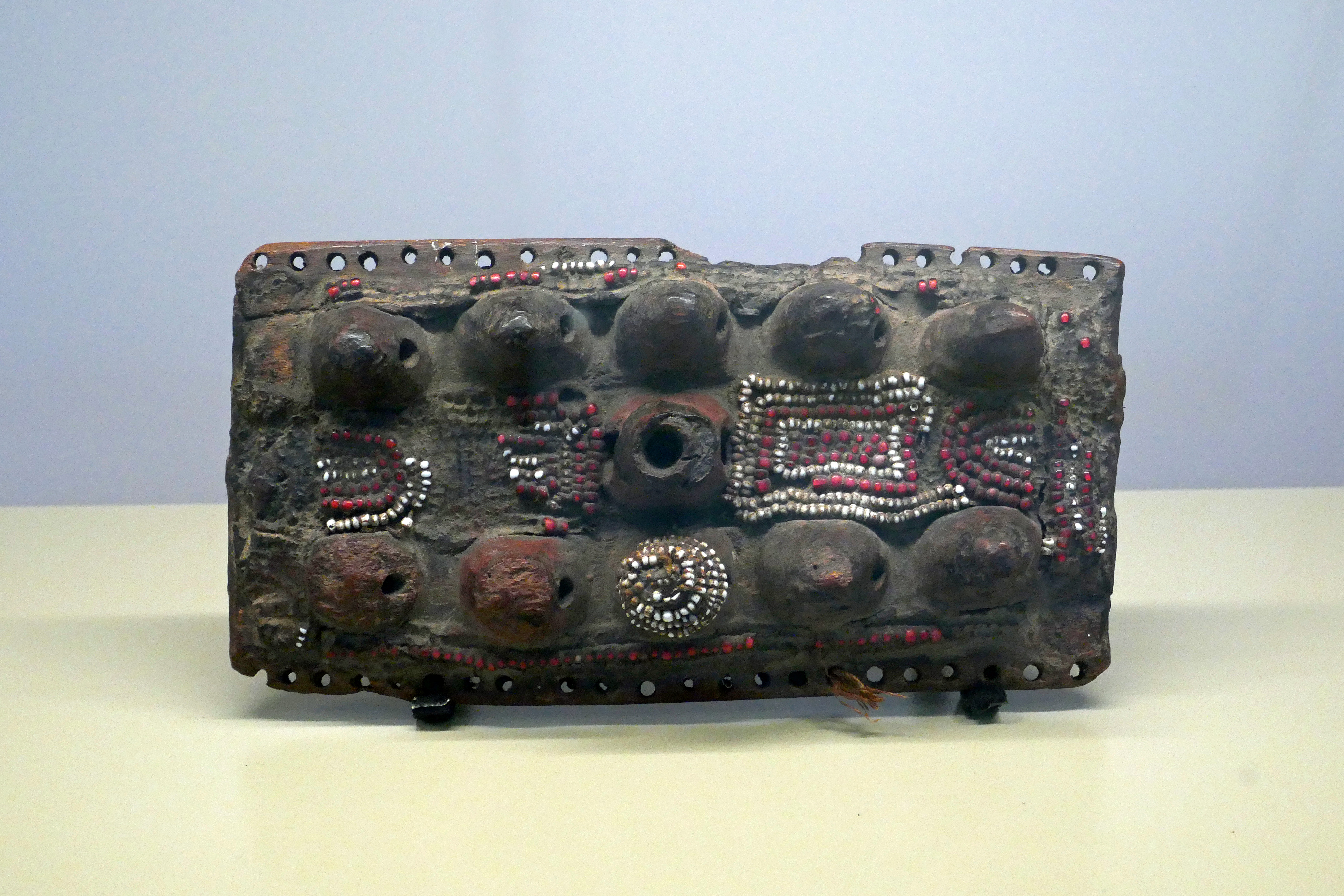
اثار تارخية

البيمبي هي جماعة إثنية ولغوية تقطن شرق جمهورية الكونغو الديمقراطية وغرب تنزانيا. في عام 1991، قُدر عدد سكان البيمبي في جمهورية الكونغو الديمقراطية بنحو 252,000 نسمة، ونحو 1.5 مليون نسمة في عام 2005، دون وجود تقدير لعدد البيمبي في تنزانيا.

## الموقع والديموغرافيا
ينحدر شعب البيمبي (بابيمبي، بيمبي، كوابيمبي، وابيمبي) من شمال شرق جمهورية الكونغو الديمقراطية وغرب تنزانيا. يمثل شعب البيمبي العديد من التقاليد الإثنية بما في ذلك تقاليد شعب ليغا، وتقاليد ما قبل شعب ليغا، وبويو كوندا، وبيمبا. يُعد شعب البيمبي شعبًا قويًا أبيًا، استوعب سكانًا آخرين ونظمهم الفكرية أثناء اقتطاع موطنهم الحالي، في وقت شهد صراعات واسعة النطاق وضغوطًا اقتصادية من الغزاة وتجار الرقيق الأوروبيين خلال القرن التاسع عشر.
يتراوح عدد البيمبي في جمهورية الكونغو الديمقراطية بين 60 إلى 80 ألف نسمة، يعيش معظمهم على الهضاب الواقعة شمال نهر الكونغو، إضافة إلى شواطئ ستانلي بول وفي مدن برازافيل، ودوليزي، وبوانت نوار. كان شعب البيمبي على علاقة وثيقة بجيرانه، شعب التيكي، لكن تأثير مملكة الكونغو كان عنصرًا أساسيًا بالنسبة لثقافتهم وتقاليدهم. في تنزانيا، أصبح بعض أفراد شعب البيمبي جزءًا من شعب المانيما والسواحليين بسبب فقدان ثقافتهم ولغتهم. امتد شعب البيمبي التنزاني، الذي كان يعيش في مدينة كيغوما على نحو رئيسي، إلى جميع أنحاء البلد حتى جزيرة زنجبار.

## التقاليد الثقافية
يقوم التنظيم الاجتماعي لشعب البيمبي على أساس العشيرة الزوجية، التي يمكن لأفرادها أن يعيشوا في عدة قرى. كانت الوحدة الأسرية تضم، على نحو عام، ثلاثة أجيال. كان الزعيم المسؤول عن القرية، النغابولا، هو من يتواصل مع الاسلاف.
كان الصيد النشاط الرئيسي، وقبل أن يغادر القائد إلى الصيد، كان يستدعي أرواح الأسلاف، مستعينًا بتماثيل تعمل كوسيط، وهى تماثيل على هيئة صيّاد جاسم ينتظر فريسته. آمن شعب البيمبي بإله خالق يُدعى نزامبي لم يمثِّلوه مجازيًا. نزامبي هو رب الحياة والموت -ما لم يكن السبب في الموت هو الساحر ندوكي، الذي «يلتهم»، على نحو سحري، حياة أفراد العشيرة. كان للأسلاف صلات وثيقة بالأحياء، وكانوا يتلقون القرابين من قبل «الكاهن» الذي يخاطب تماثيل، الكتبي أو البمبي، التي قدسها الساحر. كانت هذه التماثيل تمثل الصور المثالية للأسلاف، وغالبًا ما كانت تحمل صفات تمكّنهم من التعرّف عليهم كأطباء أو صيادين. لكن عبادة الأسلاف بين شعب البيمبي أقدم عهدًا، وهي تسبق استخدام السحرة للتماثيل السحرية نكيسي.
فقد شعب البيمبي في تنزانيا معظم ثقافته، وبدأت لغة البيمبي تتلاشى ببطء. لا يستطيع معظم الشباب دون سن الثلاثين التحدث بلغتهم الأم، وبدلًا من ذلك، فإنهم يستخدمون اللغة السواحيلية كلغة أولى ويتبعون الثقافة والتقاليد السواحيلية.

## تماثيل شخوص البيمبي
فيما يتعلق بالممارسة الفنية، فإن لشعب البيمبي قواسم مشتركة كثيرة مع مجموعات كونغولية أخرى، مثل استخدام تماثيل الشخوص لجماعة نكيسي. مع ذلك، تُعد تماثيل شخوص البيمبي هي الشكل الأكثر تميزًا لتماثيل البيمبي. البرمبي هي عبارة عن تماثيل للأسلاف منحوتة بدقة ومنقوشة على نحو مثالي. تظهر تلك التماثيل نقوشًا هندسية مستفيضة، تصور خدوشًا على بطنها، وعينيها مطعّمة بالقطع الخزفية أو الصدفية. عادة ما يكون لدى تماثيل شخوص البيمبي تجويف صغير بين أرجلهم، تُدخل فيه مواد طبية، ومنحت هذه الممارسة تماثيل الشخوص صلاحيات وقائية.
عادة ما تكون تماثيل الشخوص قائمة على نحو مستقيم، مع انحناء طفيف للركبة، وأقدام كبيرة ذات أصابع مفصولة بعناية، ومنتصبة على قاعدة، وقليلًا ما تكون التماثيل آخذة وضع الجلوس. تُصور التماثيل النسائية بذقن حاد ومربَّع تقريبًا، وبأنف كبيرة وفم كبير، وبأذنان منحوتتان بدقة، وشعر منقوش على جبينها. عادة ما تلتف يد المنحوتات الذكرية بعضها إلى بعض، حاملة أدوات تمثل مهنة الأسلاف في الحياة.